# Карелина, Галина Тимофеевна
Галина Тимофеевна Карелина (18 июня 1931, Лоев, Гомельская область — 9 июля 2025, Санкт-Петербург) — советская и российская актриса театра и кино, Народная артистка РСФСР (1980).

## Биография
Родилась 18 июня 1931 года в городском посёлке Лоев (Беларусь).
Обучалась в Ленинградском театральном институте им. А. Н. Островского (педагоги Б. Петровых, А. Авербух, М. Чежегов).
По окончании института в 1956 году была приглашена в труппу Академического театра драмы им. А. С. Пушкина, в котором впоследствии сыграла более 60 ролей. Карелиной особенно удавались сильные, властные характеры, а за холодноватой манерой её героинь всегда угадывались деятельная натура, способная превозмогать удары судьбы. Ей оказались близки сильные, жизнерадостные характеры, но постепенно в её творчестве проявились драматические ноты.
В 1971 году Карелина исполнила роль Юлии Тугиной в спектакле «Последняя жертва», поставленном режиссёром Ириной Мейерхольд. Мейерхольд называла Карелину «любимой актрисой и великолепным человеком», а после успешной премьеры сделала ей подарок в виде ценной броши. В 2010 году Карелина передала брошь музею Александринского театра.
В 1980 году Галине Тимофеевне Карелиной было присвоено звание народной артистки РСФСР.
Карелина принимала участие в развитии молодых театров. В 2008 году она входила в жюри конкурса любительских театров Санкт-Петербурга «Театральный бой», в 2011—2013 годах была членом жюри Международного вокального конкурса-фестиваля студентов творческих вузов «Поющая маска» имени Андрея Петрова (СПбГАТИ), в 2012 году — членом жюри фестиваля новых театров, театров-студий и студийных работ «Рождественский парад-2012».
Умерла 9 июля 2025 года в Санкт-Петербурге на 95-м году жизни. Церемония прощания состоялась 11 июля в Александрийском театре. Похоронена на Волковском кладбище в Санкт-Петербурге.

## Роли в театре

### Александринский театр
- 1959 — Ольга (А. Н. Арбузов. «Годы странствий»)
- 1959 — Поликсена (А. Н. Островский. «Правда — хорошо, а счастье лучше»)
- 1962 — Донна Анна (А. С. Пушкин. «Маленькие трагедии»)
- 1962 — (А. Н. Арбузов. «Потерянный сын»)
- 1963 — Инкен Петерс (Г. Гауптман. «Перед заходом солнца»)
- 1965 — Тетушка (И. А. Гончаров. «Обыкновенная история»)
- 1966 — Анна (М. Фриш. «Бидерман и поджигатели»)
- 1966 — Госпожа Н. (Л. Малюгин. «Жизнь Сент-Экзюпери»)
- 1967 — Ольга (И. С. Тургенев. «Нахлебник»)
- 1967 — Елизавета (И. А. Гончаров «Обыкновенная история»)
- 1970 — Зося (Е. Ставинский. «Час пик»)
- 1971 — Юлия Тугина (А. Н. Островский. «Последняя жертва»), постановка И. В. Мейерхольд

… Артистка Г. Карелина, очень сдержанно и тактично вела свою роль. Выступавшим на обсуждении критикам показалось, что актриса «рвет страсть в клочки», потому что она «плачет настоящими слезами». За этим ужасом перед «настоящими слезами» стоит все то же отделение приема от системы и возведение его в абсолют. В данном случае — это техническая методика сценического движения, проявления актером чувств («биомеханика»), разрабатывавшаяся В. Э. Мейерхольдом.

- 1973 — Ирина (Л. Моисеев «Иней на стогах»)
- 1975 — Ксения (К. Симонов «Из записок Лопатина»)
- 1976 — Елена Николаевна (М. Горький «Дети солнца»)
- 1977 — Майя (Д. Храбровицкий «Пока бьется сердце»)
- 1977 — Хендрике (Д. Б. Кедрин «Рембрандт»)
- 1978 — Анна Петровна (А. П. Чехов «Иванов»)
- 1983 — Васса Железнова (М. Горький «Васса Железнова»)

Вот Галина Карелина, чье неиссякаемое трудолюбие вызывает уважение. Играя возрастные роли (Васса, Матренаиз «Власти тьмы», теща в «Самоубийце»), она решительно и смело жертвует тем, что всегда оберегала на сцене — эффектной внешностью. Васса Карелиной куда более оформлена и сделана, чем прочие персонажи. Ее позы обдуманы; она строга, величава, собрана, говорит яснее, разнообразнее, «поэтичнее», чем другие.

- 1985 — Фру Алвинг (Г. Ибсен «Привидения»)
- 1986 — Матрёна (Л. Н. Толстой «Власть тьмы»)
- 1988 — моноспектакль «Я вас любил» (по документам, письмам, поэзии А. С. Пушкина)
- 1990 — Аркадина (А. П. Чехов «Чайка»)

В гамме характера Аркадиной (Галина Карелина) преобладает вялая истерия в парадоксальном сочетании с остервенелым равнодушием. Каждый выход её подается режиссёром как мгновение фанфарно-казенной торжественности: свет всякий раз нарочито гаснет, а когда сцена освещается вновь, в её центре (непременно — в центре) оказывается Главная Артистка Казенного Театра. У неё серое лицо, мутные глаза, она постоянно «держит спину» и, даже рыдая, остается убийственно черства.

- 1991 — Круглова (А. Н. Островский «Не все коту масленица»)
- 1994 — Княгиня Лиговская (М. Ю. Лермонтов «Monsieur Жорж. Русская драма»)
- 1996 — Хлёстова (А. С. Грибоедов «Горе от ума»)
- 2001 — Бабушка (А. Касона «Деревья умирают стоя», режиссёр Владимир Голуб)

Кульминационную сцену — героиня выгоняет из дома блудного внука, оказавшегося негодяем, — актриса проводит с таким драматизмом, что в зале воцаряется напряженная тишина. Бабушка не рыдает, не обливается слезами, она словно каменеет, даже делается ниже ростом от горя. А когда решительным взмахом зонтика указывает внуку на дверь, то зал взрывается сочувственными аплодисментами.

- 2002 — миссис Седли (У. Теккерей «Ярмарка тщеславия», режиссёр Александр Белинский)
- 2005 — няня Анна-Мария (Г. Ибсен «Нора», режиссёр Александр Галибин)
- 2005 — Клара Олсуфьевна (Ф. М. Достоевский «Двойник», режиссёр Валерий Фокин)
- 2007 — Муха-Цокотуха (И. А. Бродский, К. И. Чуковский «Муха», режиссёр Олег Ерёмин
- 2009 — Бабушка (В. Леванов «Ксения. История любви», режиссёр Валерий Фокин)
- 2011 — Мария Ивановна, Прапрапрапрабабушка Тильтиля и Митиль (А. Могучий, К. Филиппов «Счастье», режиссёр Андрей Могучий)
- 2014 — Дамa в спектакле Валерия Фокина «Воспоминания будущего» по драме Михаила Лермонтова «Маскарад» и спектаклю Всеволода Мейерхольда 1917 года.
- 2014 — Анна в спектакле режиссёра Людмилы Манониной «Последний срок» по одноимённой повести Валентина Распутина (театральная компания «Ковчег»).

Спектакль разнороден по актерской игре, иногда он кажется коллажем, состоящим из ролей разных фактур. «Центром тяжести» стала Галина Карелина в роли Матери (Анны). Даже когда вначале она бездвижно лежит на кровати, закрыв глаза, взгляд зрителя невольно притягивается к ней — такая бытийная энергия исходит от Карелиной. По её техничности, чувству формы, живописной пластике, декламационной манере видно, что это александринская актриса. Но это тот самый случай, когда в роли как бы проявляется актерское сверх-я, когда сценический образ — поверх внешнего рисунка и сюжетных связей — осеняется творческой и человеческой эссенцией актрисы.

- 2020 — Военный альбом александринцев, Александринский театр к 75-летию Победы, 7-8 мая 2020 года[13]
- 2021 — Дельфийская Пифия в спектакле «Ты здесь?» по роману Уильяма Голдинга «Двойной язык», инсценировка Дарьи Че. Спектакль поставил выпускник режиссёрской магистратуры при Новой сцене Александринского театра Евгений Авраменко.[14]

### Театр «Монплезир»
- 1996 — все женские роли (А. П. Чехов «Чайка», режиссёр Игорь Ларин)

В 1990-е годы талант и мастерство актрисы были востребованы современной авангардной режиссурой. Скандальная постмодернистская «Чайка» Игоря Ларина прозвучала своеобразным манифестом театрального авангарда 1990-х, принеся актрисе заслуженный успех на многих международных театральных фестивалях (Гран-при Международного театрального фестиваля «Пьятра Нямц», Румыния, 1998). В этой необычной экспериментальной постановке Галина Карелина сыграла обобщенный образ Женщины, вобравший в себя все женские роли пьесы — от Нины Заречной до Аркадиной. В воспаленном сознании главного героя героиня Галины Карелиной представала то видением Мировой души, то юной возлюбленной, то скорбящей о сыне, всепрощающей матерью, а то оборачивалась вдруг насмешливой, лицедействующей комедианткой, ведущей нескончаемый диалог с «тираном»-режиссёром.

- 1998 — Графиня (А. С. Пушкин «Пиковая дама», режиссёр Игорь Ларин)

Метаморфозы, происходящие с героиней Галины Карелиной, фантастичны и неожиданны. Сначала на сцену ворвется и застынет в горделивой позе графиня в атласной накидке и остроконечном высоком парике XVIII века. Сказать про графиню Галины Карелиной — «старуха» — язык не поворачивается. Прежде всего она аристократка, вспыльчивая и высокомерная, ей ничего не стоит отхлестать кнутиком круглолицего мальчишку в паричке… Ночью же, словно оборотень, графиня превратится в хохочущую полусумасшедшую старуху с вылезшими седоватыми волосами, которая спрятав за спину куклу, лукаво, как ребенок показывает ручки Лизе: мол, нет ничего.

### Литературный театр Олега Попова
- 2019 — пьеса А. Кузнецовой «Только пусть тебе будет хорошо…», в роли Марии Андреевой — Галина Карелина, в роли Максима Горького — Олег Попов, режиссёр Олег Попов.

### Творческое объединение «Человеческий голос»
«В поисках утраченного рая» (Роман горбуна) (по мотивам произведений И. А. Бунина), автор идеи Галина Карелина. Премьера 29 августа 2019 года, клуб «Камертон»

### Театр «Камертон»
- 12 октября 2018 — спектакль по роману И.C.Шмелева «Пути Небесные», Режиссёр Леонид Филиппов, инсценировка Галины Карелиной и Марии Вернер, театр «Камертон» муниципального округа 78 Санкт-Петербурга (Апраксин переулок, дом 11)[18].

## Роли в кино
- 1957 — «Бессмертная песня» — казачка
- 1957 — «Всего дороже» — Ирина (главная роль)
- 1958 — «Песня жизни»
- 1959 — «Жеребёнок» (короткометражный) — казачка
- 1960 — «III Интернационал»
- 1961 — «У нас первоклассник» (короткометражный) — мама
- 1962 — «Грешный ангел» — мать Веры Телегиной
- 1970 — «Горькая судьбина»
- 1974 — «Мир Николая Симонова» (документальный)
- 1975 — «Васса Железнова» — Васса
- 1976 — «Если я полюблю…» — мать Шуры
- 1978 — «Пока бьется сердце» (фильм-спектакль) — Майя Андреевна, пациентка
- 1981 — «Предел возможного» (фильм-спектакль) — Людмила Сергеевна
- 2000 — «Пиковая дама» (фильм-спектакль)
- 2002 — «Улицы разбитых фонарей-4» («Везет же людям!», 14-я серия) — мать Короткова
- 2003 — «Идиот» — Княгиня Белоконская
- 2004 — «Улицы разбитых фонарей-6» («Лучший друг человека», 19-я серия) — Екатерина Александровна, наркодилер
- 2006 — «Секретная служба Его Величества» («Пистолет Морозова», 5-я серия) — Мария Морозова, мать Саввы Морозова
- 2007 — «Расплата» (3-я, 6-я и 12-я серии) — Марья Михайловна, мать Нефёдова
- 2011 — «Возмездие» — эпизод
- 2013 — «Василий Васильевич Меркурьев» (документальный)

### Телевизионные передачи
- 1975 — «Александр Борисов»
- 2005 — «Что так сердце растревожено. Александр Борисов»
- 2007 — «У времени в плену. Игорь Горбачев»
- 2009 — «Василий Меркурьев. Пока бьется сердце…»
- 2019 — «Верные друзья. Любимое кино», ТВ Центр — Москва, Россия

## Награды
- 1973 — Орден «Знак Почёта» (1973).
- 1974 — Заслуженная артистка РСФСР (23 января 1974 года) — за заслуги в области советского театрального искусства[19].
- 1980 — Народная артистка РСФСР (23 июля 1980 года) — за заслуги в области советского театрального искусства[20].
- 1998 — Гран-при Международного театрального фестиваля «Пьятра Нямц», Румыния.
- 1999 — Премия «За лучшую женскую роль» на Международном фестивале «Рождественский Парад».
- 2003 — Золотая медаль «Г. Р. Державин» Академии русской словесности и изящных искусств им. Г. Р. Державина.
- 2005 — Золотая юбилейная медаль «С. А. Есенин» Академии русской словесности и изящных искусств им. Г. Р. Державина.
- 2006 — Орден Дружбы (17 апреля 2006 года) — за большой вклад в развитие театрального искусства и достигнутые творческие успехи[21].
- 2008 — Приз зрительских симпатий общества «Театрал».
- 2013 — Приз имени Льва Иосифовича Гительмана «За благородство и верность театру» от оргкомитета и жюри ХХ театрального фестиваля «Рождественский парад».
- 2014 — Лауреат 21-го ежегодного фестиваля «Рождественский парад» в номинации «Лучшая роль в драматическом спектакле» за роль Матери в спектакле режиссёра Людмилы Манониной «Последний срок» по одноимённой повести Валентина Распутина (театральная компания «Ковчег»). В составе жюри aктер Большого драматического театра им. Г. А. Товстоногова, заслуженный артист России Михаил Морозов (председатель), театральные критики Евгений Авраменко, Анна Константинова, Алексей Пасуев, режиссёр Александр Савчук.
- 2015 — Медаль «За заслуги в культуре и искусстве» (Награда Международного Сообщества писательских союзов).
- 2015 — «Золотой Диплом» XIII Международного театрального фестиваля «Золотой Витязь», прошедшего в рамках Международного Славянского Форума искусств «Золотой Витязь» при поддержке Министерства культуры Российской Федерации и МЧС России, за актёрский дуэт Матери и Миронихи в спектакле «Последний срок» театральной компании «Ковчег».
- 2015 — Специальный приз Экспертного совета Высшей театральной премии Санкт-Петербурга «Золотой софит» «За неукротимый творческий энтузиазм и бескорыстный вклад в развитие студийного движения»
- 2016 — Орден Почёта (28 июля 2016 года) — за большие заслуги в развитии отечественной культуры и искусства, печати и многолетнюю плодотворную деятельность[22].
- 2016 — Орден имени Г. Р. Державина за большой вклад в развитие словесности и гуманитарного образования и в связи с юбилеем, Санкт-Петербургский Академический университет управления и экономики.
- 2020 — звание «Мастер» как «звезде Мельпомены» с вручением бархатной шапочки лауреата XXVIII Международного фестиваля искусств «Мастер-класс» в Санкт-Петербурге
- 2021 — Орден Александра Невского (18 мая 2021 года) — за заслуги в развитии отечественной культуры и искусства, многолетнюю плодотворную деятельность[23]. Орден был вручён 10 июня 2021 года губернатором Санкт-Петербурга[24].
- 2021 — Почётный знак «За заслуги перед Санкт-Петербургом», был вручён 18 июня 2021 года председателем комитета по культуре Константином Сухенко[25].

## Педагогическая деятельность
- 2005 — мастер-класс, Факультет театрального искусства, Балтийский институт иностранных языков и межкультурного сотрудничества, спектакли «За чем пойдешь, то и найдешь» А. Н. Островского и «Дом Бернарды Альбы» Ф. Г. Лорки
- «Школа русской драмы» имени И. О. Горбачёва (Факультет театрального искусства, Санкт-Петербургский государственный университет сервиса и экономики)

## Воспоминания
- Карелина Г. Т. «Художник подлинный, неисчерпаемый», Воспоминания о В. В. Меркурьеве, «Огонек», 1982, № 21, май.
- Карелина Г. Т. Воспоминания о В. В. Меркурьеве // Василий Васильевич Меркурьев: воспоминания, статьи, Всерос. театральное об-во, 1986.
- Карелина Г. Т. Воспоминания о Я. О. Малютине] // Малютин Я. О. Звезды и созвездия / Ред.-сост. Т. Б. Забозлаева. СПб.: «Дума», 1996
- Карелина Г. Т. Великие александринцы: взгляд изнутри. Сборник трудов Третьей конференции АРСИИ им. Г. Р. Державина, под общей редакцией проф. Д. Н. Киршина, 2006